# Miglionico
Miglionico község (comune) Olaszország Basilicata régiójában Matera megyében.

## Fekvése
A Bradano és Basento folyók közti vízválasztó egyik dombján fekszik, a megye középső részén.

## Története
Egyes legendák szerint a híres atléta, Krótoni Milósz alapította az i.e. 6 században. Mások szerint Milósz, Pürrhosz epiruszi király kapitánya alapította katonai bázisként, ahonnan a Basento és a Bradano völgyeit ellenőrizhette. A település vára a 8-9. században épült fel, majd később, 1110-ben tovább bővítették. Végső formáját 1400-ban nyerte el. Az 1857-es földrengésben súlyosan megrongálódott. 

## Népessége
A népesség számának alakulása:

## Főbb látnivalói
- Santa Maria Maggiore-templom (14. század)
- Santa Maria delle Grazie-templom
- Malconsiglio vár
- az egykori várfal bástyái